# Hartwig Julius Ludwig von Both
Hartwig Julius Ludwig von Both (* 18. Mai 1789 auf Kalkhorst; † 5. Dezember 1857 in Dresden) war ein deutscher Verwaltungsjurist und Gesandter des Großherzogtums Oldenburg im Bundestag des Deutschen Bundes.

## Leben
Hartwig Julius Ludwig von Both stammte aus dem mecklenburgischen Uradelsgeschlecht Both und wurde als Sohn des Gutsbesitzers und Hofmarschalls Carl von Both auf dem Gutsbesitz der Familie geboren. Seine Ausbildung erfolgte zunächst durch Hauslehrer. Ab Mai 1810 studierte er dann Jura an der Universität Göttingen. In Göttingen wurde er Mitglied des Corps Vandalia. Nach Abschluss seines Studiums trat er in den Staatsdienst des Herzogtums (ab 1815 Großherzogtums) Oldenburg und wurde im November 1814 als Auditor bei der Justizkanzlei und beim Konsistorium in Oldenburg angestellt. Herzog Peter I., der adelige Beamte bevorzugte, förderte Both, der sich allerdings in seinen verschiedenen Dienststellungen auch gut bewährte. Er machte im Staats- und Hofdienst rasch Karriere und wurde 1817 zum Kanzleiassessor befördert und im folgenden Jahr dann zum Kammerherrn ernannt. Als im Juni 1821 Günther von Berg von seinem Posten als Gesandter des Großherzogtums Oldenburg bei der Bundesversammlung des Deutschen Bundes in Frankfurt am Main abberufen wurde, bestimmte der Herzog im Juni 1821 den knapp 32-jährigen Both zu seinem Nachfolger. Both arbeitete sich in Frankfurt schnell in sein neues Aufgabengebiet ein und wurde 1825 mit dem Titel Kanzleirat und 1830 mit dem Titel Staatsrat ausgezeichnet. Um 1842 erhielt Both den Kammerherrenschlüssel.
Politisch wandte sich Both im Bundestag gegen das Hegemoniestreben der größeren deutschen Staaten und setzte sich für die Erhaltung der Souveränität der Einzelstaaten sowie für die Wahrung der föderativen Struktur des Deutschen Bundes ein. In politischer Hinsicht ausgesprochen konservativ gesinnt, lehnte er die aufkommende liberale Bewegung und ihre Forderungen entschieden ab. Nach dem Ausbruch der Deutschen Revolution von 1848 musste er rasch erkennen, dass unter den veränderten politischen Bedingungen seine Stellung in Frankfurt unhaltbar geworden war. Am 3. April 1848 bat er um seine Entlassung, die der Großherzog widerstrebend genehmigte.

## Familie
Both war seit 1822 verheiratet mit Marianne Christine Caroline geb. von Harnier (1804–1864), deren Vater Heinrich Wilhelm Karl von Harnier (1767–1823) ebenfalls Bundestagsgesandter des Deutschen Bundes war und zwar für das Großherzogtum Hessen. Das Ehepaar hatte drei Kinder, Alma (1828–1848), Hertha (1832–1842) und Viktor (1836–1846).